# 1871 na ciência

## Nascimentos
| Data        | Nome                   | Profissão | Nacionalidade | Observações                                                                                          | Ref                     |
| ----------- | ---------------------- | --------- | ------------- | --- | ----------------------- |
| 18 de março | Reginald Aldworth Daly | geólogo   | Canadá        | m. 1957 Medalha Penrose 1935 Medalha Wollaston 1942 Medalha William Bowie 1946                       | [ 1 ] [ 2 ] [ 3 ]       |
| 6 de maio   | Victor Grignard        | químico   | França        | m. 1935 Medalha Berthelot 1902 Prémio Jecker 1905 Medalha Lavoisier (SCF) 1912 Nobel de Química 1912 | [ 4 ] [ 4 ] [ 5 ] [ 6 ] |

## Mortes
| Data           | Nome                 | Profissão                 | Nacionalidade                         | Observações                                        | Ref         |
| -------------- | -------------------- | ------------------------- | ------------------------------------- | -------------------------------------------------- | ----------- |
| 25 de janeiro  | Proby Thomas Cautley | engenheiro e paleontólogo | Reino Unido da Grã-Bretanha e Irlanda | n. 1802 Medalha Wollaston 1837                     | [ 2 ]       |
| 22 de outubro  | Roderick Murchison   | geólogo                   | Reino da Grã-Bretanha                 | n. 1792 Medalha Copley 1849 Medalha Wollaston 1864 | [ 7 ] [ 2 ] |
| 11 de novembro | William Lonsdale     | geólogo e paleontólogo    | Reino da Grã-Bretanha                 | n. 1794 Medalha Wollaston 1846                     | [ 2 ]       |

## Prémios
Medalha Copley
- Julius von Mayer[7]

Medalha Real
- George Busk[8] e John Stenhouse[8]

Medalha Wollaston
- Andrew Ramsay[2]

Prémio Rumford
- Joseph Harrison Jr[9]